# 4720 Tottori
4720 Tottori eller 1990 YG är en asteroid i huvudbältet som upptäcktes den 19 december 1990 av de båda japanska astronomerna Seiji Ueda och Hiroshi Kaneda i Kushiro. Den är uppkallad efter den japanska staden Tottori.
Asteroiden har en diameter på ungefär 6 kilometer.